# الركبان
الرُكبان أو الرَكبان هي أرض صحراوية حدودية قاحلة تقع في محافظة المفرق في أقصى شمال شرق الأردن، بالقرب من الحدود مع سوريا والعراق، وعلى بعد 290 كيلومترًا شمال شرق العاصمة الأردنية عمّان. أصبح لها أهمية إعلامية بعد الأزمة السورية.
من ناحية اللفظ، فاسمها الرُّقبان (جيم غير معطشة)(الرغبان) [g] (الجيم المصرية) لكن تكتب هذه الجيم ببعض الأحيان بالكاف ككلمة (الإنكليزية) ومنها جاء شاع اللبس في اللفظ في الأخبار والصحف.

## مخيم الركبان
تم إنشاء مخيم عشوائي بهذه المنطقة الحدودية من الجهة السورية للاجئين السوريين على طول 7 كيلومترات من المنطقة المحرمة المنزوعة السلاح بين البلدين وبعمق 3 كيلومترات، حيث فرّ الآلاف من السوريين إلى هذه المنطقة بحثًا عن الأمن بعد سيطرة تنظيم الدولة الإسلامية (داعش) على مساحات شاسعة من شرق سوريا. وهو مخيم يقع بنفس المنطقة التي بها مخيم الحدلات.
لقد بلغ عدد اللاجئين في هذه المنطقة في شهر كانون الثاني/ يناير 2017 حوالي 85,000 لاجئ سوري، لا يُسمح لهم بدخول الحدود الأردنية إلا للحالات الاضطرارية، بعد قيام تنظيم داعش بمهاجمة قوات حرس الحدود الأردنية في عام 2016. كما لا يمكن لمنظمات الإغاثة الدولية دخول المخيم بسبب المخاوف الأمنية، وتكتفي بمعالجة الجرحى والحالات المرضية في مركز طبي يقع بالجانب الأردني تابع لليونيسف.
يُشار إلى أن المنطقة من الجانب السوري تخضع نظريًا لحماية جيش العشائر السوري، الذي تم تدريبه في الأردن لمقاتلة داعش.

## تسرب الحرب الأهلية السورية إلى الأردن

### تفجير سيارة مفخخة 21 يونيو 2016
في فجر 21 يونيو 2016، عبرت سيارة من منطقة الركبان في الأراضي السورية وتمكنت من الوصول إلى نقطة تفتيش تابعة للجيش الأردني مخصصة لتوزيع المساعدات الإنسانية على اللاجئين السوريين. انفجرت السيارة، مما أسفر عن مقتل 6 وإصابة 14 جنديًا أردنيًا.
قال وزير الخارجية الأردني ناصر جودة في مؤتمر صحفي حول الحادث: "لسنا بحاجة إلى حادث بشع، وهجوم شنيع مثل ذلك، ليدرك الناس متطلباتنا الأمنية". وأضاف أن "بالنسبة لدولة مثل الأردن بمواردها الضئيلة، أعتقد أنها فعلت أكثر بكثير من العديد من البلدان الأقوى اقتصاديًا وسياسيًا". بعد ذلك، أعلن الأردن أن حدوده الشمالية والشرقية أصبحت مناطق عسكرية مغلقة، وأكد أن حرس الحدود التابع للقوات المسلحة لن يتسامح مع أي تحركات غير منسقة تقترب من حدوده، وأن القوة ستُستخدم بشكل حاسم ضدها.

### تفجير سيارات مفخخة 17 ديسمبر 2016 ويناير 2017
وقع هجوم آخر في 17 ديسمبر 2016، على بعد 3 كيلومترات شمال الحدود في مخيم اللاجئين الذي يقع في سوريا، مما أسفر عن مقتل 2 وإصابة 15 سوريًا. في 21 يناير 2017، وفقًا للمرصد السوري لحقوق الإنسان، وقع انفجار ثالث في المخيم بواسطة سيارة مفخخة، أسفر عن مقتل 4 سوريين وإصابة 14 آخرين. تم إجلاء المصابين بواسطة الجيش الأردني إلى منشأة طبية.

### تفجير سيارة مفخخة 3 مايو 2017
قال مصدر عسكري أردني إن سيارة مفخخة انفجرت في منطقة السوق بالمخيم في سوريا في 3 مايو 2017، مما أسفر عن مقتل أربعة سوريين وإصابة آخرين.

## وصلات خارجية
- تقرير حصري ل بي بي سي من الركبان على الحدود الأردنية السورية
- موقع الركبان في GeoNames ID.